# Цмок
Цмок (также Смок, Чмок, Змей) — в белорусской мифологии и фольклоре чудовище, змей, дракон.

## Описание
В преданиях «цмоком» иногда называют очень разных персонажей. Чаще всего существо представляется как чудовище со змеиными либо звериными чертами (за исключением лукомского цмока). В некоторых источниках монстр тождественен многоголовому дракону (сказка «Хведар Набилкин и настоящие богатыри» и др.), имеет 3, 6, 7, 9 или 12 голов с гривой петуха, которые могут снова отрастать после отрубания, если их не припечь огнём. В отличие от бесов, цмок ежедневно моется, посещает баню. Ростом он с большой дом, но очень ленивый: когда кто-то из людей потревожит его, то он не обязательно будет нападать, а сначала подумает, стоит ли жертва нарушаемого спокойствия.
Чаще цмока описывают не как чудовище, а как беса, отождествляя с «летучим змеем» — злым духом, который приносит богатство своему хозяину, но потом нередко забирает его душу. Фольклорист А. Е. Богданович отождествлял его с главным чёртом (Люцифером), которого ангелы заковали в цепи. Отождествляют его и с огненным змеем — демоническим духом, посещающим женщин, от которого они рожают детей (былина «Волх Всеславич»; прототипом героя произведения мог быть Всеслав Чародей). В других сюжетах дети от таких связей не рождались. Лукомский цмок предстаёт в двух обликах — в виде человека и в виде радуги — в последней форме он перекачивает воду с Лукомского озера на небо, служа, таким образом, распределителем баланса между водой земной и небесной. Убийство такого существа Перуном связывалось с массовыми наводнениями и мировым потопом.
Такие разные значения слова «цмок» могут объясняться и разной этимологией, которую в тех или других случаях могло иметь слово: от «змей» (польское «smok», «zmok») до «сосать» (белорусское «смактаць»). Таким образом, понятие можно считать собирательным, оно объединяет ряд мифических персонажей.
Цмок связан с водой (живёт в болоте, в некоторых повествованиях — в море), но его нутряная природа — огненная (как и другие легендарные змеи, он дышит огнём). Фактически существо имеет в себе несовместимые стихии — воду, огонь, воздух (по некоторым версиям, даже живёт на небе, среди туч). Отсюда, возможно, воплощает первичную, неструктурированную вселенную.